# Kendall Anthony
Pour les articles homonymes, voir Kendall et Anthony.
Kendall Lamont Anthony, né le 13 janvier 1993, à Jackson, Tennessee, est un joueur américain de basket-ball. Il évolue au poste de meneur.

## Biographie

### Carrière professionnelle
Le 25 juin 2015, automatiquement éligible à la draft 2015 de la NBA, il n'est pas sélectionné.
Le 14 juillet 2015, il signe en Turquie au Gelişim Koleji S.K. (en) qui évolue en seconde division du championnat turc. Pour sa première expérience professionnelle, il propose des moyennes de 12,5 points par match en 13 matches et les supporters le surnomment "l'Allen Iverson turc".
Le 17 septembre 2016, il signe au Brésil dans l'équipe de l'Associação Macaé de Basquete (en). En 29 matches, il a des moyennes de 20,6 points et 5,9 passes décisives.
En août 2017, il reste au Brésil mais s'engage avec l'équipe de l'Associação Bauru Basketball Team (en).
En octobre 2018, Anthony signe avec le Valur Reykjavik (en) de l'Icelandic Úrvalsdeild karla en Islande pour remplacer Miles Wright. Le 11 décembre, il marque 48 points avec Valur dans la victoire contre Skallagrímur (en). En 8 matches, Anthony a des moyennes de 31,5 points, 8,8 passes décisives, tire à 64,1% de réussite à trois points et 94,0% aux lancers-francs, étant le leader du championnat dans chacune de ces catégories.
Le 7 janvier 2019, il part en France où il signe au BCM Gravelines qui a racheté le contrat islandais d'Anthony. Le 5 février 2019, son contrat est prolongé jusqu'à la fin de la saison 2018-2019.

## Statistiques

### Universitaires
| Saison    | Équipe   | Matchs | Titul. | Min./m | % Tir | % 3pts | % LF | Rbds/m. | Pass/m. | Int/m. | Ctr/m. | Pts/m. |
| --------- | -------- | ------ | ------ | ------ | ----- | ------ | ---- | ------- | ------- | ------ | ------ | ------ |
| 2011-2012 | Richmond | 32     | 1      | 25,4   | 41,9  | 41,7   | 80,0 | 1,34    | 1,66    | 0,66   | 0,00   | 13,00  |
| 2012-2013 | Richmond | 34     | 6      | 23,5   | 41,6  | 42,6   | 81,2 | 1,35    | 1,18    | 0,74   | 0,03   | 11,53  |
| 2013-2014 | Richmond | 33     | 22     | 31,2   | 38,7  | 35,3   | 82,4 | 1,52    | 1,64    | 0,64   | 0,03   | 15,94  |
| 2014-2015 | Richmond | 35     | 35     | 36,5   | 44,6  | 39,2   | 79,0 | 1,80    | 2,54    | 0,94   | 0,03   | 16,43  |
| Total     |          | 134    | 64     | 29,2   | 41,8  | 39,2   | 80,6 | 1,51    | 1,76    | 0,75   | 0,02   | 14,25  |

### Professionnelles

#### Saison régulière
| Saison    | Équipe                                | Matchs | Titul. | Min./m | % Tir | % 3pts | % LF | Rbds/m. | Pass/m. | Int/m. | Ctr/m. | Pts/m. |
| --------- | ------------------------------------- | ------ | ------ | ------ | ----- | ------ | ---- | ------- | ------- | ------ | ------ | ------ |
| 2015-2016 | Gelişim Koleji S.K. (en)              | 13     | 9      | 24,0   | 44,5  | 35,7   | 82,5 | 2,08    | 2,69    | 0,38   | 0,00   | 12,46  |
| 2015-2016 | Sluneta Ústí nad Labem (en)           | 15     | 1      | 17,9   | 45,0  | 20,0   | 91,1 | 1,33    | 2,07    | 0,67   | 0,00   | 12,73  |
| 2016-2017 | Associação Macaé de Basquete (en)     | 29     | 29     | 34,7   | 45,4  | 32,0   | 86,3 | 3,41    | 5,90    | 1,00   | 0,00   | 20,55  |
| 2017-2018 | Associação Bauru Basketball Team (en) | 36     | 34     | 27,8   | 48,4  | 38,2   | 90,3 | 1,94    | 3,44    | 0,44   | 0,00   | 13,75  |
| 2018-2019 | Valur Reykjavik (en)                  | 8      | 8      | 36,1   | 55,1  | 64,1   | 94,0 | 3,6     | 8,8     |        | 0,1    | 31,5   |
| 2018-2019 | BCM Gravelines                        | 15     | 6      | 23,5   | 45,1  | 46,3   | 86,9 | 2,20    | 4,20    | 0,40   | 0,00   | 13,33  |
| 2021-2022 | Saint-Quentin                         | 26     |        | 28,3   | 42,6  | 41,6   | 79,6 | 1,7     | 4,5     | 0,7    | 0      | 13,3   |

Mise à jour le 1er juin 2022

## Clubs successifs
- 2011-2015 :  Spiders de Richmond (NCAA)
- 2015-2016 :
  -  Gelişim Koleji S.K. (en) (TBL2)
  -  Sluneta Ústí nad Labem (en) (NBL)
- 2016-2017 :  Associação Macaé de Basquete (en) (NBB)
- 2017-2018 :  Associação Bauru Basketball Team (en) (NBB)
- 2018-2019 :
  -  Valur Reykjavik (en) (Úrvalsdeild karla)
  -  BCM Gravelines (Jeep Elite)
- 2021-2022 :

 Saint-Quentin (Pro B)

## Palmarès

### Distinctions personnelles
- Meilleur marqueur du championnat brésilien NBB (2017)
- Sélectionné au All-Star Game brésilien NBB (2017)
- First-team All-Atlantic 10 (2015)
- Atlantic 10 Rookie of the Year (2012)